# Álvaro Morales
Álvaro Morales (Ciudad de Guatemala, 14 de junio de 1980) es un comentarista deportivo mexicano, conductor del programa deportivo Fútbol Picante de la cadena ESPN.
Fue uno de los conductores del noticiario SportsCenter, espacio que ganaría dos Premios Emmy Deportivos. A partir de 2015, la cadena estadounidense decidió ascenderlo al programa de opinión Fútbol Picante, en calidad de moderador de su mesa. Posteriormente, le dieron la conducción titular de «Calla y Escucha», un show de debate, ahora extinto, surgido el 7 de agosto de 2017. En septiembre de 2019, lo nombraron el titular del programa matutino ESPN AM, espacio también finalizado.

## Biografía
Hijo de padres inmigrantes centroamericanos, nació en Guatemala. A los once meses de nacido su familia emigró a México, escapando de la guerra civil de Guatemala. Su padre, oriundo de Nicaragua y posteriormente naturalizado canadiense, es ingeniero civil. Su madre, nacida en Guatemala y naturalizada mexicana, es psicóloga y antropóloga.
Su incursión en el periodismo se dio en agosto de 1997, cuando aún estudiaba el segundo año de educación media superior, uniéndose como redactor a la revista Golazo International, que se distribuía en California.
En 1998 se graduó como bachiller en Ciencias Sociales y Humanidades de la Universidad La Salle y su educación superior la cursó simultáneamente en la Universidad Nacional Autónoma de México y en el Centro de Capacitación Raúl del Campo para cronistas deportivos, ingresando a este último por consejo del narrador de boxeo Mario Antuña Garza. En 2014, terminó su Maestría en Administración de Empresas en Fútbol en el Instituto Johan Cruyff.
A partir de 1999 se incorporó a la estación de radio Superdeportiva 1180 AM; también, en ese mismo año se unió al equipo del diario deportivo La Afición de Grupo Milenio, donde se desempeñó por más de cuatro años como reportero, columnista y editor, participando en la sección «Mexicanos al día» y en la columna «En la franja de advertencia». Para el 2000, se convertiría en la voz del estadio de los Tigres Capitalinos de la Liga Mexicana de Béisbol y en el cronista oficial durante las giras del equipo. Más adelante, transmitiría la Serie Mundial de Béisbol de 2002 y 2003 para la estación de radio mexicana Publieventos Deportivos.
Empezó a trabajar para ESPN en noviembre de 2003, como reportero de ESPN Deportes Radio. Después, se convirtió en el corresponsal de SportsCenter en México y, a partir de junio de 2006, empezó a conducir el noticiario de la cadena. Tiempo más tarde, se le asignó la moderación del programa Fútbol Picante, que compartiría con José Ramón Fernández y David Faitelson. El 7 de agosto de 2017, la compañía lanzó el show de debate Calla y Escucha por el canal ESPN 2, bajo la conducción de Álvaro.
En 2018, la cadena W Radio lo contrató para relatar la Copa Mundial de Fútbol de Rusia junto a Emilio Fernando Alonso, siendo el primer evento de este tipo que narraría el periodista. Para el 2022 firmó contrato con MLC Radio, para la cual dirige el programa Los Jefes, con más de 100 estaciones en los Estados Unidos.

## Trayectoria
- Golazo International (1997): escritor.
- Superdeportiva 1180 AM (1999).
- La Afición (1999-2004): reportero, columnista y editor.
- Foro Sol (2000): anunciador.
- Publieventos Deportivos (2000-2004): narrador.
- ESPN (2003-presente): conductor y narrador.
- W Radio (2018): narrador.
- MLC Radio (2022-presente): conductor.